# جک وایت
جان آنتونی ژیلیس (به انگلیسی: John Anthony Gillis) آهنگ‌ساز، خواننده، گیتاریست و تهیه‌کننده موسیقی آمریکایی است.

## کودکی
جک وایت در ۹ ژوئیه ۱۹۷۵ در دیترویت میشیگان زاده شد. او کوچکترین فرزند یک خانواده پرجمعیت(با سه خواهر و شش برادر) بود.
دوران نوجوانی‌اش را در حومه شهر مکزیکی (منطقه‌ای در جنوب دیترویت که از نظر اجتماعی، متوسطِ رو به پایین به شمار می‌آمد) سپری کرد. بر خلاف همسالانش که بیشتر طرفدار موسیقی الکترونیک و هیپ‌هاپ بودند، او به کارهای بلوز دهه ۶۰ گرایش داشت.

## زندگی شخصی
جک در سال ۱۹۹۶ با مگ وایت ازدواج کرد و بر خلاف رویهٔ معمول نام فامیلی‌اش را به نام خانوادگی همسرش تغییر داد.
این ازدواج در سال ۲۰۰۰ به جدایی انجامید. پنج سال بعد جک با مانکن معروف کارِِن اِلسن(که پیش‌تر در یکی از ویدئوهای وایت استرایپس ظاهر شده بود) ازدواج کرد.

## زندگی حرفه‌ای
آغاز فعالیت حرفه‌ای وایت به ابتدای دهه ۹۰ و زمانی برمی‌گردد که به‌عنوان درامر گروه Goober and the Peas شروع به نوازندگی کرد. وی همچنین تا قبل از پایه‌گذاری وایت استرایپس همکاری کوتاه مدتی(تنها در یک آلبوم) با گروه The Go داشت.
در سال ۱۹۹۷ با مگ وایت، وایت استرایپس را تشکیل داد که چهار سال بعد و در آستانه انتشار سومین آلبوم‌شان، به‌عنوان یک گروه راک نوآور به شهرت جهانی رسیدند.
راکانترز نام گروه بعدی بود که در سال ۲۰۰۵ با همکاری جک و سه دوست قدیمی‌اش شکل گرفت و به‌واسطه پیشینه وایت استرایپس از همان ابتدای کار با استقبال روبرو شد.
مجله رولینگ استون در سال ۲۰۰۳ و در رده‌بندی ۱۰۰ گیتاریست برتر تمامی دوران، جک وایت را در رتبه هفتادم قرار داد.

## جیمز باند
اوائل پاییز ۲۰۰۸ وی به همراه آلیشیا کیز ترانه «روش دیگری برای مردن» را برای فیلم جدید جیمز باند اجرا کردند.
پیش‌تر امی واینهاوس خواننده مستعد انگلیسی ساخت و اجرای این آهنگ را عهده‌دار بود.